# Sinus Aestuum
Sinus Aestuum (lateinisch für Bucht der Hitze) ist eine kleine, mareartige Formation im Zentralbereich der erdzugewandten Seite des Erdmondes nördlich des Äquators. Der Name stammt vom italienischen Astronomen Giovanni Riccioli (1598–1671) und wurde im Jahr 1935 von der Internationalen Astronomischen Union offiziell übernommen.

## Beschreibung
Die dunkelgraue Basaltfläche des erstarrten Lavasees hat annähernde Kreisform mit Durchmessern von etwa 290 × 250 Kilometer. Ihre Mitte liegt bei den selenografischen Koordinaten 12° Nord und 7° West. Im Südwesten setzt sich die runde Tiefebene bis zum Mondäquator in einer ähnlich aussehenden, etwas größeren Basaltebene fort, die auf manchen Mondkarten zur selben Formation gezählt wird.
Der Sinus Aestuum wird im Nordwesten vom großen Krater Eratosthenes begrenzt, im Norden von den  Mondapenninen. Östlich befinden sich das Mare Vaporum und der Sinus Medii, im Süden das Bergland um Fra Mauro. Im Westen bilden einige Bodenwellen den Übergang zum Mare Insularum.
Am Westrand (bei Eratosthenes) hat die Lava die frühere Wallebene Stadius überflutet und zu einem Geisterkrater gemacht. Etwas südlicher weist der Boden eine deutlich dunklere Färbung auf. In der Nähe des Kraters Gambart C liegt ein flacher Lavadom, unweit davon schlug 1966 die Mondsonde Surveyor 2 auf.